# Kaspar von Barth
Kaspar von Barth (21 de junho de 1587 — 17 de setembro de 1658) foi um filólogo alemão.
Barth estudou em Gota, Eisenach, Wittenberg e Jena, além visitar vários países da Europa. Viveu alternadamente em Halle e em sua propriedade em Sellerhausen, próximo a Leipzig.
Em 1636 sua biblioteca foi destruída por um incêndio, levando-o a mudar-se para Paulinum, Leipzig, onde passou o resto de seu dias.

## Obras
- Iuvenilia, Wittenberg 1607 (Versão digitalizada)
- Amabilium Libri IV, Hannover 1612 (Versão digitalizada)
- Adversariorum commentariorum (60 vols.), Frankfurt 1624, reimpresso em 1658.
- Comentário sobre Claudian, 1650
- Comentário sobre Statius, 1664